# 스트뢰에

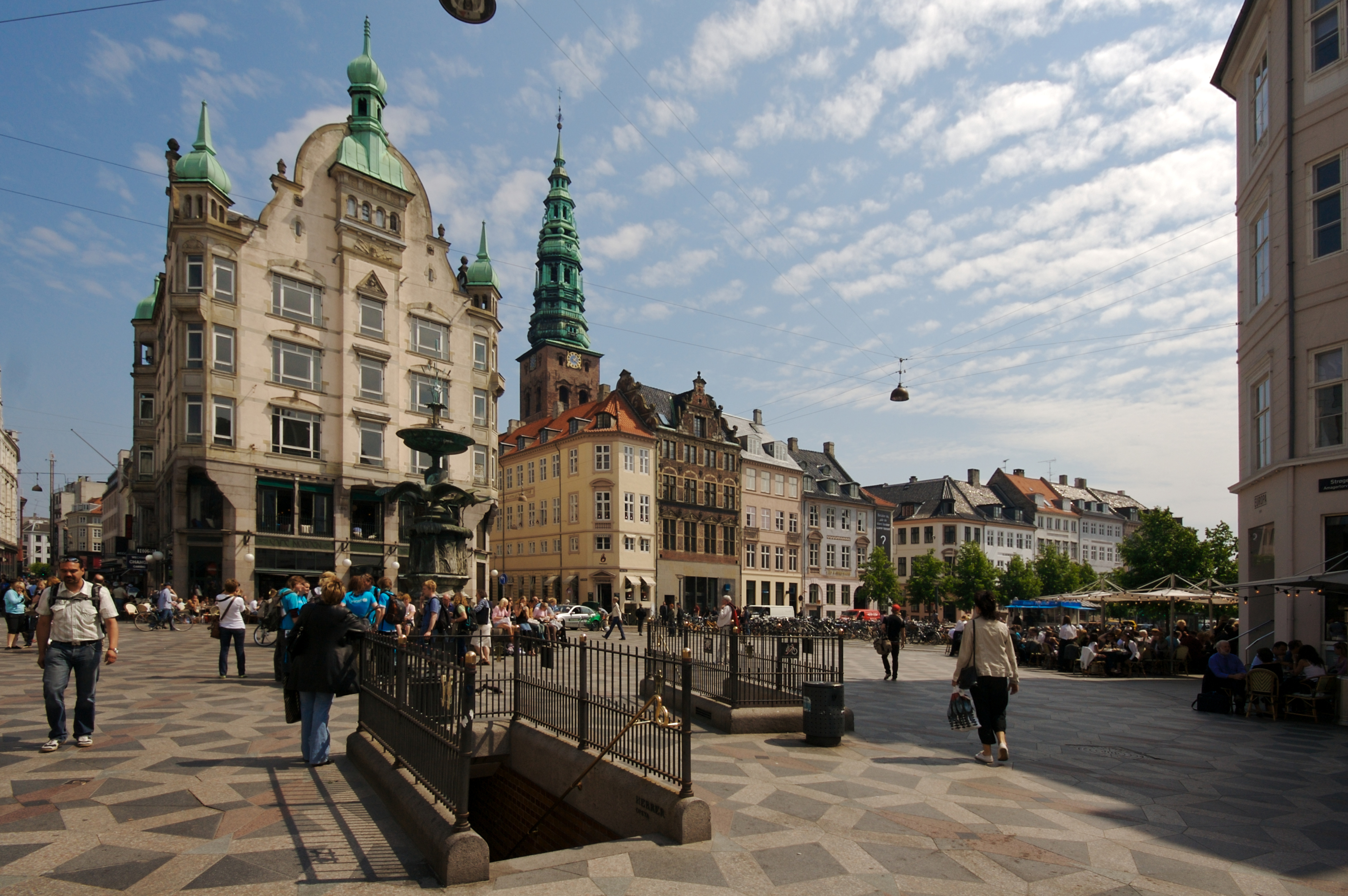
스트뢰에의 모습

스트뢰에(덴마크어: Strøget)는 덴마크 코펜하겐에 있는 거리이다. 코펜하겐 시청에서 북동쪽으로 뻗어 콘겐스뉘트로브 광장까지의 거리이며, 상점이 늘어서 있다.